# Sexi (distrito)
Sexi é um distrito do Peru, departamento de Cajamarca, localizada na província de Santa Cruz.

## Transporte
O distrito de Sexi é servido pela seguinte rodovia:
- PE-6B, que liga a cidade de Llama ao distrito de Cochabamba